# Айлин Гоудж
Айлин Гоудж (на английски: Eileen Goudge) е американска писателка на бестселъри в жанра любовен роман и романтичен трилър. Първите си романи пише и под псевдонимите Елизабет Мерит (на английски: Elizabeth Merrit) и Мариан Уудръф (на английски: Marian Woodruff).

## Биография и творчество
Айлин Гоудж е родена на 4 юли 1950 г. в Сан Матео, Калифорния, САЩ, в семейството на Робърт Джеймс Гоудж, застраховател, и Мери Луиз, домакиня. Има четири сестри и един брат. Израства в района на залива на Сан Франциско. В семейството често играят пиески, организирани от Айлин и с нейното участие. Започва да пише къси разкази и стихове още от осемгодишна възраст. Учителят ѝ в четвърти клас е впечатлен от първия ѝ разказ – „Тайната на пещерата на мъха“ и оттогава тя мечтае да стане писател.
След като завършва Колежа на Сан Диего през 1968 г. Айлин отива при своя приятел в Британска Колумбия, който е избягал там от военната повинност за Войната във Виетнам. Бракът и се разпада две години по-късно и тя, заедно със сина им Майкъл Джеймс, се връща в САЩ. Започва работа като секретарка в компанията за микроелектроника „Spin Physics“ в Сан Диего. Жени се за Рой Бейли на 4 юли 1974 г. Имат дъщеря – Мери Роуз. Развеждат се в началото на 80-те години.
През 1976 г. напуска работата във фирмата и като безработна учи в Института за подготовка на учители. Айлин Гоудж не става учителка. Тя взема назаем пишеща машина от своя съседка и започва да пише. „Останалото, както казват, е история.“ – разказва тя.
Първоначално пише за различни списания, включително „Highlights for Children“, „McCall's“, „Good Housekeeping“, „National Geographic“ и „San Francisco Chronicle“.
Едновременно с писането за периодичните медии Гоудж се опитва да пише романи. Многократно получава откази за публикация, докато в началото на 80-те получава предложение от „Гловърдейл Прес“ за серия романи за тийнейджъри, които публикува под псевдонимите Елизабет Мерит и Мариан Уудръф.
Работата и по следващата серия романси „Пенсионери“, излизаща от 1984 г., и носи задоволителни приходи и тя с двете си деца се премества в Ню Йорк. Жени се за Албърт Джеймс Цукерман, литературен агент, на 28 април 1985 г.
Успехът и идва през 1989 г., когато излиза романът и „Градината на лъжите“, влязъл за няколко месеца в списъците на бестселърите на „Ню Йорк Таймс“. Той дава насока на нейното бъдещо творчество, белязано от все по-завладяващи истории.
Преди за започне нов роман писателката съставя предварителен план на историята. Сюжетите на произведенията си Айлин Гоудж черпи от своя богат житейски опит, който никак не е лек и еднопосочен. Една от формулите на успеха им е, че те трябва да имат задоволителен край, независимо дали той е щастлив или не. Тя винаги се вслушва в коментарите на своите фенове. Често сама проектира дори обложките на романите си.
Романите на Айлин Гоудж са преведи на над 25 езика по целия свят и са издадени в над 50 милиона екземпляра.
Третият брак на Айлин също не продължава дълго успешно, и след развода, тя се жени за Санди Кениън, радио репортер, през септември 1996 г.
Айлин Гоудж живее със съпруга си в къща от 18 век в историческия „Sniffen Court“ в Ню Йорк, а летните ваканции прекарват в дома си на островите Сан Хуан. Тя все още се радва на фоерверките „в чест“ на нейния рожден ден. Обича да пътува, да събира рецепти и да готви (дори издава готварска книга с „проверени“ рецепти). Подпомага различни благотворителни организации свързани с насърчаването на образованието на хората в неравностойно положение.

## Произведения

### Самостоятелни романи
- Such Devoted Sisters (1991)
- Благословени лъжи, Blessing in Disguise (1994)
- Дете на заем, Trail of Secrets (1996)
- Последен танц, One Last Dance (1999)
- Every Move You Make (1999)
- Love You to Death (1999)
- Slow Burn (1999)
- You Belong to Me (1999)
- Цената на мълчанието, The Second Silence (2000)
- Otherwise Engaged (2005)
- Остани до мен, Immediate Family (2006)
- Жената в червено, Woman in Red (2007)
- Махалото на съдбата, Domestic Affairs (2008)
- The Diary (2009)
- Заливът на синята луна, Once in A Blue Moon (2009)
- Заместницата, The Replacement Wife (2012)

### Ранни романси за тийнейджъри „Sweet Valley High“
- It Must Be Magic (1982) – под псевдонима Мариан Уудръф
- Kiss Me Creep (1984) – под псевдонима Мариан Уудръф
- 'Till We Meet Again (1984) – под псевдонима Елизабет Мерит

Под псевдонима Мариан Уудръф излизат и романите „Forbidden Love“, „Dial L for Love“ и „The Perfect Match“.

### Серия „Пенсионери“ (Seniors)
1. Too Much Too Soon (1984)
2. Smart Enough to Know (1984)
3. Winner All the Way (1984)
4. Afraid to Love (1984)
5. Hands Off, He's Mine (1985)
6. Forbidden Kisses (1985)
7. A Touch of Ginger (1985)
8. Presenting Superhunk (1985)
9. Bad Girl (1985)
10. Don't Say Good-Bye (1985)
11. Kiss and Make Up (1985)
12. Looking for Love (1986)
13. Sweet Talk (1986)
14. Heart for Sale (1986)
15. Life of the Party (1986)
16. Night After Night (1986)
17. Treat Me Right (1986)
18. Against the Rules (1986)
19. Before Its Too Late (1985)

### Серия „Супер пенсионери“ (Super Seniors)
1. Old Enough (1986)
2. Hawaiian Christmas (1986)
3. Too Hot to Handle (1987)
4. Something Borrowed (1988)
5. Deep-Sea Summer (1988)

### Серия „Градината на лъжите“ (Garden of Lies)
1. Градината на лъжите, Garden of Lies (1989)
2. Бодлите на истината, Thorns of Truth (1998)

### Серия „Кой уби Пеги Сю?“ (Who Killed Peggy Sue?)
1. Dying to Win (1991)
2. Cross Your Heart Hope to Die (1991)
3. If Looks Could Kill (1991)
4. Jailbird (1991)

- Who Killed Peggy Sue? (1995)

### Серия „Карсън Спрингс“ (Carson Springs)
1. Чужденец в рая, Stranger in Paradise (2001)
2. С вкус на мед, Taste of Honey (2002)
3. Мечтая да се сбъдне, Wish Come True (2003)

- Welcome to Carson Springs: Introducing the Delarosa Family (2012)

### Серия „Eileen Goudge's Swept Away“ – съвместна серия
1. Gone With the Wish (1986)
2. Woodstock Magic (1986) – в съавторство с Франсис Лин Ланц
3. Once upon a Kiss (1987)

от серията има още 2 книги от Франсис Лин Ланц

### Сборници
- Trilogy of Romances (2004) – с Джудит Гулд и Ан Ривърс Сидънс

### Разкази
- The Price of Tea in China (1998)

### Документалистика
- Golden Lilies: Letters by Kwei-Li (1990)
- Something Warm from the Oven: Baking Memories, Making Memories (2005)